# Canton du Chesnay-Rocquencourt
Le canton du Chesnay-Rocquencourt, précédemment appelé canton du Chesnay, est une division administrative française, située dans le département des Yvelines et la région Île-de-France.
À la suite du redécoupage cantonal de 2014, les limites territoriales du canton sont remaniées. Le nombre de communes du canton passe de 2 à 6.
Par décret du 24 février 2021, le canton prend le nom de canton du Chesnay-Rocquencourt au lieu de canton du Chesnay, à la suite de la création de la commune nouvelle du Chesnay-Rocquencourt au 1er janvier 2019

## Représentation

### Représentation avant 2015
| Période | Période | Identité           | Étiquette       | Qualité                                                                                               |
| ------- | ------- | ------------------ | --------------- | --- |
| 1976    | 1992    | Maurice Cointe     | DVD puis UDF    | Entrepreneur Maire du Chesnay (1971-1989)                                                             |
| 1992    | 2011    | Jean-Louis Berthet | UDF-DL puis UMP | Magistrat à la Cour des comptes Premier adjoint au maire du Chesnay Vice-Président du Conseil Général |
| 2011    | 2015    | Philippe Brillault | CNIP            | Médecin Maire du Chesnay (1989-2020)                                                                  |

### Représentation depuis 2015
| Période élective | Période élective | Mandat | Mandat   | Identité           | Nuance | Nuance | Qualité |
| ---------------- | ---------------- | ------ | -------- | ------------------ | ------ | ------ | --- |
| 2015             | 2021             | 2015   | 2021     | Philippe Brillault |        | DVD    | Médecin Maire CNI du Chesnay (1989-2020)                                                                                     |
| 2015             | 2021             | 2015   | 2021     | Sylvie d'Estève    |        | LR     | Maire-adjointe de La Celle-Saint-Cloud                                                                                       |
| 2021             | 2028             | 2021   | en cours | Richard Delepierre |        | MoDem  | Ancien cadre à la SNCF, maire du Chesnay-Rocquencourt depuis 2020, 5e Vice-président délégué aux Mobilités et aux Transports |
| 2021             | 2028             | 2021   | en cours | Sylvie d'Estève    |        | LR     | Conseillère sortante |

### Résultats détaillés
| Candidat                          | Candidat                         | Parti          | Premier tour | Premier tour | Second tour | Second tour |  |
| Candidat                          | Candidat                         | Parti          | Voix         | %            | Voix        | %           |  |
| --------------------------------- | -------------------------------- | -------------- | ------------ | ------------ | ----------- | ----------- |  |
|                                   | Philippe Brillault               | Divers droite  | 3 796        | 28,52        | 6 388       | 49,23       |  |
|                                   | Jean-Louis Berthet sortant réélu | UMP            | 3 606        | 27,09        | 6 587       | 50,77       |  |
|                                   | Joëlle Welsing                   | PS             | 1 726        | 12,97        |             |             |  |
|                                   | Richard Delepierre               | UDF            | 1 589        | 11,94        |             |             |  |
|                                   | Bernard Daubigney                | FN             | 1 005        | 7,55         |             |             |  |
|                                   | Modeste Guazzetti                | Divers droite  | 780          | 5,86         |             |             |  |
|                                   | Danièle Andrei                   | Les Verts      | 534          | 4,01         |             |             |  |
|                                   | Serge Steer                      | PCF            | 154          | 1,16         |             |             |  |
|                                   | Jérôme Bastong                   | Extrême gauche | 119          | 0,89         |             |             |  |
|                                   |                                  |                |              |              |             |             |  |
| Inscrits                          | Inscrits                         | Inscrits       | 23 140       | 100,00       | 23 137      | 100,00      |  |
| Abstentions                       | Abstentions                      | Abstentions    | 14 270       | 61,67        | 14 523      | 62,77       |  |
| Votants                           | Votants                          | Votants        | 8 870        | 38,33        | 8 614       | 37,23       |  |
| Blancs et nuls                    | Blancs et nuls                   | Blancs et nuls | 100          | 1,13         | 558         | 6,48        |  |
| Exprimés                          | Exprimés                         | Exprimés       | 8 770        | 98,87        | 8 056       | 93,52       |  |
| Source : Ministère de l'Intérieur |                                  |                |              |              |             |             |  |

| Candidat                          | Candidat                   | Parti               | Premier tour | Premier tour | Second tour | Second tour |  |
| Candidat                          | Candidat                   | Parti               | Voix         | %            | Voix        | %           |  |
| --------------------------------- | -------------------------- | ------------------- | ------------ | ------------ | ----------- | ----------- |  |
|                                   | Philippe Brillault élu     | Divers droite (DLR) | 2 762        | 31,49        | 4 219       | 52,37       |  |
|                                   | Jean-Louis Berthet sortant | UMP                 | 2 762        | 31,49        | 3 837       | 47,63       |  |
|                                   | Jean-Philippe Lemaire      | FN                  | 1 124        | 12,82        |             |             |  |
|                                   | Claire Mourier             | PS                  | 801          | 9,13         |             |             |  |
|                                   | Laurence Ladurée           | EÉLV                | 727          | 8,29         |             |             |  |
|                                   | Marie Durand-Smet          | Divers              | 403          | 4,60         |             |             |  |
|                                   | Georges Masson             | FG (PCF)            | 191          | 2,18         |             |             |  |
|                                   |                            |                     |              |              |             |             |  |
| Inscrits                          | Inscrits                   | Inscrits            | 23 140       | 100,00       | 23 137      | 100,00      |  |
| Abstentions                       | Abstentions                | Abstentions         | 14 270       | 61,67        | 14 523      | 62,77       |  |
| Votants                           | Votants                    | Votants             | 8 870        | 38,33        | 8 614       | 37,23       |  |
| Blancs et nuls                    | Blancs et nuls             | Blancs et nuls      | 100          | 1,13         | 558         | 6,48        |  |
| Exprimés                          | Exprimés                   | Exprimés            | 8 770        | 98,87        | 8 056       | 93,52       |  |
| Source : Ministère de l'Intérieur |                            |                     |              |              |             |             |  |

#### Élections de mars 2015
À l'issue du 1er tour des élections départementales de 2015, deux binômes sont en ballottage : Philippe Brillault et Sylvie d'Estève (UMP, 51,58 %) et Pierre Basdevant et Marie-Pierre Delaigue (PS, 15,74 %). Le taux de participation est de 45,40 % (24 220 votants sur 53 347 inscrits) contre 45,34 % au niveau départemental et 50,17 % au niveau national.
Au second tour, Philippe Brillault et Sylvie d'Estève (UMP) sont élus avec 76,34 % des suffrages exprimés et un taux de participation de 39,79 % (15 205 voix pour 21 223 votants et 53 343 inscrits).
Philippe Brillault est membre du CNIP.

#### Élections de juin 2021
Le premier tour des élections départementales de 2021 est marqué par un très faible taux de participation (33,26 % au niveau national). Dans le canton du Chesnay-Rocquencourt, ce taux de participation est de 35,99 % (18 561 votants sur 51 572 inscrits) contre 33,61 % au niveau départemental. À l'issue de ce premier tour, deux binômes sont en ballottage : Richard Delepierre et Sylvie D'Esteve (Union au centre et à droite, 42,65 %) et Nicole Alquier et Stéphane Michel (DVD, 20,05 %).
Le second tour des élections est marqué une nouvelle fois par une abstention massive équivalente au premier tour. Les taux de participation sont de 34,36 % au niveau national, 35,23 % dans le département et 37,47 % dans le canton du Chesnay-Rocquencourt. Richard Delepierre et Sylvie D'Esteve (Union au centre et à droite) sont élus avec 65,66 % des suffrages exprimés (11 567 voix pour 19 329 votants et 51 592 inscrits),,.

## Composition

### Composition avant 2015
Le canton du Chesnay comprenait deux communes.
| Nom                    | Code Insee | Codepostal | Superficie (km2) | Population (dernière pop. légale) | Densité (hab./km2) |
| ---------------------- | ---------- | ---------- | ---------------- | --------------------------------- | ------------------ |
| Le Chesnay (chef-lieu) | 78158      | 78150      | 4,24             | 28 980 (2012)                     | 6 835              |
| Rocquencourt           | 78524      | 78150      | 2,78             | 3 216 (2012)                      | 1 157              |

### Composition depuis 2015
Lors du redécoupage de 2014, le canton du Chesnay comprenait six communes entières.
À la suite de la création de la commune nouvelle du Chesnay-Rocquencourt au 1er janvier 2019, le canton comprend désormais cinq communes entières.
| Nom                                             | Code Insee | Intercommunalité                  | Superficie (km2) | Population (dernière pop. légale) | Densité (hab./km2) | Modifier                                    |
| ----------------------------------------------- | ---------- | --------------------------------- | ---------------- | --------------------------------- | ------------------ | ------------------------------------------- |
| Le Chesnay-Rocquencourt (bureau centralisateur) | 78158      | CA Versailles Grand Parc          | 7,02             | 31 064 (2022)                     | 4 425              | modifier les données · modifier les données |
| Bailly                                          | 78043      | CA Versailles Grand Parc          | 6,53             | 3 690 (2022)                      | 565                | modifier les données · modifier les données |
| Bougival                                        | 78092      | CA Versailles Grand Parc          | 2,76             | 9 083 (2022)                      | 3 291              | modifier les données · modifier les données |
| La Celle-Saint-Cloud                            | 78126      | CA Versailles Grand Parc          | 5,82             | 20 440 (2022)                     | 3 512              | modifier les données · modifier les données |
| Louveciennes                                    | 78350      | CA Saint Germain Boucles de Seine | 5,37             | 7 744 (2022)                      | 1 442              | modifier les données · modifier les données |
| Canton du Chesnay-Rocquencourt                  | 7804       |                                   | 27,50            | 72 021 (2022)                     | 2 619              | modifier les données                        |

## Démographie

### Démographie avant 2015
| 1982   | 1990   | 1999   | 2006   | 2011   | 2012   |
| ------ | ------ | ------ | ------ | ------ | ------ |
| 31 681 | 33 413 | 31 748 | 32 803 | 32 443 | 32 196 |

### Démographie depuis 2015
En 2022, le canton comptait 72 021 habitants, en évolution de +0,01 % par rapport à 2016 (Yvelines : +2,72 %, France hors Mayotte : +2,11 %).
| 2013   | 2018   | 2022   |
| ------ | ------ | ------ |
| 72 789 | 71 601 | 72 021 |